# Mikołaj Żmijowski
Mikołaj Żmijowski herbu Ślepowron – łowczy wileński w latach 1770-1786, strażnik wileński w latach 1765-1770.
Poseł na sejm 1780 roku z województwa inflanckiego z Inflant.